# Düren (Kierspe)
Düren ist ein Ortsteil von Kierspe im Märkischen Kreis in Nordrhein-Westfalen.
Düren liegt im westlichen Sauerland südwestlich des Kernortes Kierspe. Nördlich am Ort führt die Bundesstraße 237 vorbei.